# Saint-Georges-d’Aurac
Saint-Georges-d’Aurac település Franciaországban, Haute-Loire megyében. Lakosainak száma 473 fő (2022. január 1.). Saint-Georges-d’Aurac Vissac-Auteyrac, Chavaniac-Lafayette, Couteuges, Mazerat-Aurouze, Mazeyrat-d’Allier, Paulhaguet és Sainte-Eugénie-de-Villeneuve községekkel határos.

## Népesség
A település népessége az elmúlt években az alábbi módon változott:
| Lakosok száma | 556  | 453  | 427  | 414  | 461  | 467  | 466  | 473  | 476  | 473  |
|               | 1968 | 1982 | 1990 | 2006 | 2013 | 2015 | 2017 | 2019 | 2020 | 2022 |